# Ithomia eleonora
Ithomia eleonora är en fjärilsart som beskrevs av Richard Haensch 1905. Ithomia eleonora ingår i släktet Ithomia och familjen praktfjärilar. Inga underarter finns listade i Catalogue of Life.